# معادلة تربيعية

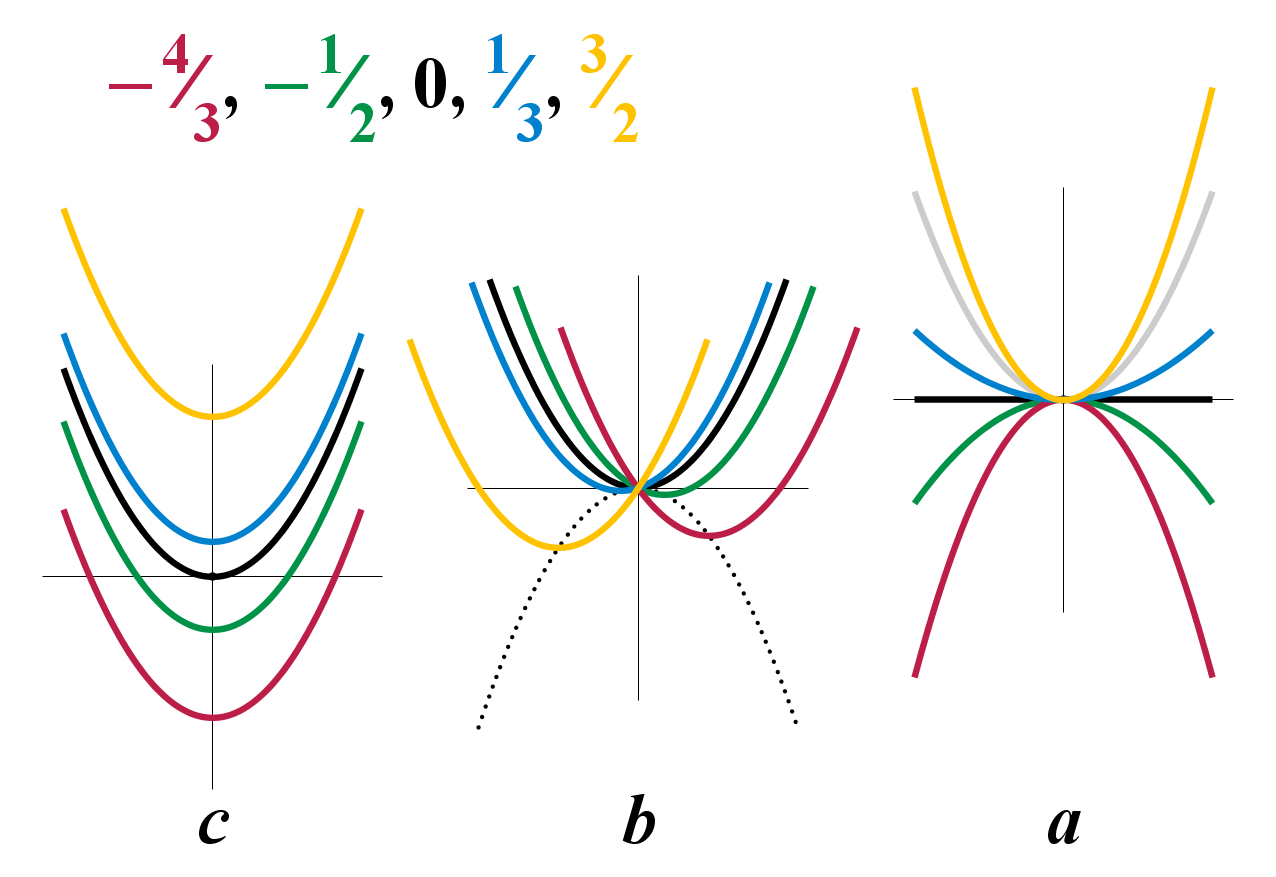
رسم تخطيطي للدالة التربيعية ax^{2} + bx + c. في كل مرة نقوم بتغيير قيمة أحد معاملات الدالة (بينما يكون المعلاملان الآخران ثابتين) نلاحظ تغير المنحنى البياني.

المُعَادَلَةُ التَّرْبِيعِيَّةُ (بالإنجليزية: Quadratic equation) في الرياضيَّات وبالتحديد في الجبر الابتدائي، هي معادلة جبرية أحادية المتغير من الدرجة الثانية، تُكْتَب وفق الصيغة العامة: {\displaystyle ax^{2}+bx+c=0\;} حيث يُمَثِّلُ {\displaystyle x} المجهول أو المتغير، أمَّا {\displaystyle {a}}، {\displaystyle {b}}، {\displaystyle {c}} فَيُطْلَق عليها الثوابت أو المعاملات. يطلق على {\displaystyle {a}} المعامل الرئيسي وعلى {\displaystyle {c}} الحدُّ الثابت. ويُشْتَرَط أنْ يكون {\displaystyle a\neq 0}. أمَّا إذا كان {\displaystyle {a=0}} عندها تصبح المعادلة معادلة خطيَّة؛ لأنَّ عنصر الـ{\displaystyle ax^{2}} لم يَعُدْ موجوداً.
يتمُّ إيجاد حلول (أو جذور) المعادلة التربيعية باستعمال عدة طرق: باستعمال الصيغة التربيعية أو طريقة إكمال المربع أو طريقة حساب المميز أو طريقة الرسم البياني.
تُسمى قيم المجهول x التي تحقق المعدالة حلا للمعادلة (أو حلحلةً لها)، أو جذورا لها أو أصفارا لها. للمعادلة التربيعية جذران على الأكثر. إذا وجد للمعادلة التربيعية جذرا واحدا فقط، فإنه يُقال عنه أنه جذر مزدوج.

## التاريخ
يعتقد أن علماء الرياضيات البابليين قد حلحلوا معضلات تتعلق بمحيط مستطيل ومساحته.
بالتعبير المعاصر هذا يعود إلى حلحلة معادلتين اثنتين من قبيل ما يلي:
{\displaystyle x+y=p,\ \ xy=q,}
إنهما تكافئان المعادلة التالية حيث x و y هما جذرا هذه المعادلة.
{\displaystyle z^{2}+q=pz.}
انظر إلى لوح طيني وإلى سلالة أور الثالثة.
طور محمد بن موسى الخوارزمي مجموعة من الصيغ اللائي يلائمن الحلول الموجبة. وقد ذهب إلى أبعد من ذلك حيث أعطى حلحلة كاملة لمعادلة تربيعية في صيغتها العامة، معتقدا أن معادلة تربيعية تعطى حلا واحدا أو حلين، ومقدما برهانا هندسيا على ذلك. وصف أيضا طريقة استكمال المربع، وأضاف أنه لا حل للمعادلة إذا لم يكن المميز موجبا.

## حل معادلة تربيعية
للمعادلة التربيعية ذات المعاملات الحقيقية أو المركبة حلّان (ليس بالضرورة أن يكونا مختلفين)، تسمّى جذور الدالة وليس من الضرورة أن تكون هذه الجذور أعدادا حقيقيةً دوما. يتم إيجاد حلول المعادلة التربيعية بإحدى الطرق التالية:

### الصيغة التربيعية
الصيغة التربيعية أو الشكل العام هي العبارة الرياضية التي يتم بها حساب حلول المعادلات التربيعية وتعطى بالعلاقة التالية:
الرمز "±" يعني وجود حلين هما:
نعتبر معادلة تربيعية من الشكل:
- يتم قسمة جميع المعامل الأطراف على {\displaystyle {a}} (بما أن {\displaystyle {a}\neq 0}):

- ومنه:

- نضيف عددا يساوي {\displaystyle ({\frac {b}{2a}})^{2}\!} إلى الطرفين وهذا يجعل الطرف الأيسر يبدو في شكل جداء شهير (أو ما يسمى "مربع كامل").

- نكتب الطرف الأيسر على شكل جداء تربيعي:

- نشكل معادلتين خطيتين بمساواة الجذر التربيعي للطرف الأيسر بالجذر التربيعي الموجب والسالب للطرف الأيمن.

- نحل المعادلتين الخطيتين المشكلتين.

- بتبسيط العلاقة السابقة نحصل على العبارة التالية والتي تمثل الصيغة التربيعية أوالشكل العام للجذور:

### علاقة المعاملات بالجذور
إذا كان {\displaystyle \ x_{1}} ، {\displaystyle \ x_{2}} هما جذري المعادلة
{\displaystyle ax^{2}+bx+c=0\!}
فإن العلاقة بين معاملات المعادلة وجذورها تكون كالتالي:

### طريقة إكمال المربع
يتم استعمال طريقة إكمال المربع بتبسيط المعادلة وتحويلها إلى الشكل:
{\displaystyle x^{2}+2xh+h^{2}=(x+h)^{2}\!}
ويتم ذلك بإضافة عدد ثابت ذو قيمة مناسبة إلى كلا الطرفين لجعل الطرف الأيسر يظهر في شكل جداء شهير (مربع كامل). ويتم تطبيق الطريقة وفق المراحل التالية:
نعتبر معادلة تربيعية من الشكل:
{\displaystyle ax^{2}+bx+c=0\;}
1. يتم قسمة جميع معاملات الأطراف على {\displaystyle a} (بما أن {\displaystyle a\neq 0})
2. ننقل المعامل الثابت {\displaystyle {\frac {c}{a}}\!} إلى الجانب الآخر للمعادلة (الجانب الأيمن).
3. نضيف عددا يساوي {\displaystyle ({\frac {b}{2a}})^{2}\!} إلى الطرفين وهذا يجعل الطرف الأيسر يبدو في شكل جداء شهير.
4. نكتب الطرف الأيسر على الشكل التربيعي ونبسط الطرف الأيمن إن أمكن.
5. نشكل معادلتين خطيتين بمساواة الجذر التربيعي للطرف الأيسر بالجذر التربيعي الموجب والسالب للطرف الأيمن.
6. نحل المعادلين الخطتين المشكلتين.

إيجاد حلول المعادلة: {\displaystyle x^{2}+2x-2=0\!}
{\displaystyle x^{2}+2x-2=0\!}

{\displaystyle x^{2}+2x=2\!}

{\displaystyle x^{2}+2x+1=2+1\!}

{\displaystyle (x+1)^{2}=3\!}

{\displaystyle x+1=\pm {\sqrt {3}}\!}

### طريقة المميز
نعتبر المعادلة {\displaystyle ax^{2}+bx+c=0\;}
حيث {\displaystyle a} و{\displaystyle b} و{\displaystyle c} أعداد حقيقة و{\displaystyle a\neq 0}.

إشارة المميز

مميز المعادلة التربيعية هو العدد {\displaystyle \Delta } الذي يحسب بالعلاقة:
{\displaystyle \Delta =b^{2}-4ac\;}
تحسب قيمة جذور المعادلة استنادا إلى قيمة المميز {\displaystyle \Delta }:
- إذا كان {\displaystyle (\Delta >0)} ، فالمعادلة لها حلان حقيقيان مختلفان:

- إذا كان {\displaystyle (\Delta =0)}، فالمعادلة لها حل حقيقي واحد مضاعف:

- إذا كان {\displaystyle (\Delta <0)} فالمعادلة ليس لها حلول حقيقة، بل لها حلان مركبان.

### طريقة الرسم البياني

أي دالة تربيعية لها شكل قطع مكافىء، الدالة أعلاه هي f (x) = x^{2} − x − 2 = (x + 1)(x − 2) يتقاطع منحناها مع محور الفواصل في نقطتين هما x = −1 and x = 2، تمثل هاتان النقطتان حلي المعادلة التربيعية x^{2} − x − 2 = 0

الدوال على الشكل {\displaystyle f(x)=ax^{2}+bx+c=0\;} تسمى دوال تربيعية.
جميع الدوال التربيعية لها شكل عام متشابه يسمى القطع المكافىء، موقع وحجم المقطع يرتبط بالقيم {\displaystyle a} ، {\displaystyle b} ، {\displaystyle c}.
إذا كان {\displaystyle a<0} فإن المقطع تكون له قيمة أعظمية كبرى وشكله يكون منفتحا نحو الأسفل، أما إذا كان {\displaystyle a>0} فإن المقطع تكون له قيمة أعظمية صغرى وشكله يكون منفتحا نحو الأعلى.
فاصلة النقطة الأعظية (سواء كبرى أو صغرى) هي النقطة {\displaystyle x=-{\frac {b}{2a}}\;}، أما ترتيبتها فنحصل عليها بتعويض قيمة {\displaystyle x} في عبارة الدالة.
حلول الدالة التربيعية هي نقاط تلاقي منحنى الدالة مع محور الفواصل {\displaystyle x}.

## وصلات خارجية
- المعادلة التربيعية